# Ya soy tuyo
Ya soy tuyo es el título de un álbum de estudio en español grabado por el cantautor puertorriqueño-estadounidense José Feliciano. Fue lanzado al mercado bajo el sello discográfico RCA Ariola en 1985.

## Lista de canciones
| Ya soy tuyo |                               |                                                  |          |  |
| N.º         | Título                        | Escritor(es)                                     | Duración |  |
| 1.          | «Ven y baila»                 | Rudy Pérez                                       | 3:23     |  |
| 2.          | «Por ella» (con José José)    | Jorge Luis Piloto · Rudy Pérez                   | 3:36     |  |
| 3.          | «Otra vez»                    | José Feliciano · Salomón Gill                    | 4:03     |  |
| 4.          | «No puedo verte sin quererte» | Michael Thomas Adapt: al español: Michael Synder | 3:44     |  |
| 5.          | «Qué voy a hacer sin ti»      | Rudy Pérez · Edith Cabrera                       | 4:00     |  |
| 6.          | «Ya soy tuyo»                 | José Feliciano · Salomón Gill                    | 3:40     |  |
| 7.          | «Un amor así» (con Lani Hall) | Albert Hammond · Sergio Fachelli                 | 3:11     |  |
| 8.          | «Ése»                         | José Feliciano · Tite Curet Alonso               | 3:25     |  |
| 9.          | «Después de ti, qué»          | Rudy Pérez                                       | 4:15     |  |
| 10.         | «Don Rodríguez»               | Chamaco Rivera                                   | 4:17     |  |